# Lah (Gemeinde Steinerkirchen)
Lah ist ein Ort im Traunviertel Oberösterreichs, und gehört zur Gemeinde Steinerkirchen an der Traun im Bezirk Wels-Land.

## Geographie
Der Weiler befindet sich etwa 12½ Kilometer südwestlich von Wels, 2 Kilometer südöstlich von Steinerkirchen. Er liegt im Traun-Enns-Riedelland, auf um die 400 m ü. A. Höhe linksufrig oberhalb des Fischlhamer Bachs.
Der Ort umfasst nur 2 Gehöfte.
Nachbarorte:
| Grub Hummelberg  |                                             | Gastach                         |
|                  | Kompassrose, die auf Nachbargemeinden zeigt | Stockham                        |
| Blasberg Sölling |                                             | Eckerhäuser (Gem. Eberstalzell) |

## Geschichte und Sehenswürdigkeiten
Im 18. Jahrhundert findet sich der Ort als Lach, oder Lah, später dann Loah. Der Name dürfte sich – wie etwa bei Laakirchen – aus althochdeutsch lôch ‚Wald, Hain, Holz, Gehölz‘ oder ‚Auwald‘ herleiten.
Die zwei landestypischen Vierkanter (Sölling 2 und 3) stehen heute noch wie schon vor 200 Jahren.